# جو هولاند
جو هولاند (بالإنجليزية: Joe Holland)‏ (21 أبريل 1993 ببرمنغهام في المملكة المتحدة - ) هو لاعب كرة قدم بريطاني في مركز الوسط. لعب مع هيوستن دينامو.

## وصلات خارجية
- جو هولاند على موقع الدوري الأمريكي (الإنجليزية)
- جو هولاند على موقع قاعدة بيانات كرة القدم.إي يو (الإنجليزية)